# Sinfonia n. 10 (Haydn)

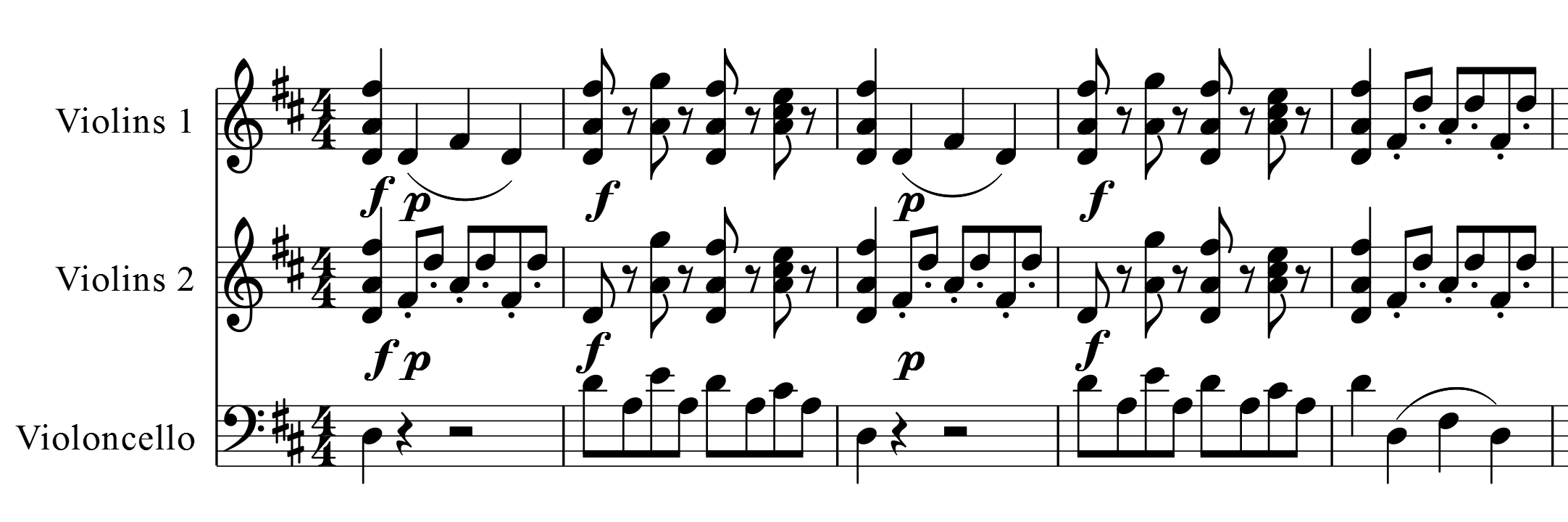
Spartito del primo movimento della sinfonia

La Sinfonia n. 10 in Re maggiore, Hoboke I/10, di Joseph Haydn fu probabilmente composta tra il 1757 ed il 1761.
È stata composta per un'orchestra di 2 oboi, un fagotto, 2 corni, archi e basso continuo. Il lavoro è in tre movimenti:
1. Allegro, 4/4
2. Andante in Sol maggiore, 2/4
3. Presto, 3/8